# Det Byzantinske Rige
Det Byzantinske Rige (Det Østromerske Kejserdømme, Østromerske Rige eller det Græske Kejserdømme) blev skabt i en opbrudstid markeret af interne magtkampe og grænsekrige i det romerske verdensrige.
Der foreligger ikke nogen formel grundlæggelse.
Riget omfattede alle de romerske provinser i Afrika, Egypten, de romerske provinser Thrakien, Moesien, Dacia, Makedonien og Achaia vest for Bosporus samt de nærøstlige provinser, herunder Kyrenaika.
Illyrien var delt mellem det øst- og vestromerske Rige.
Befolkningen i Det Byzantinske Rige kaldte sig selv for "romere". Termen "Det Byzantinske Rige" blev opfundet efter rigets kollaps.
Det Byzantinske Rige er Romerriget med et stærkt islæt af græsk kultur krydret med kristendom.
Det Byzantinske Rige havde en levetid på over 1.000 år. I 395 e.Kr., da Romerriget blev delt sidste gang, begyndte Det Vestromerske Rige at kollapse allerede i 400-tallet, hvorimod Det Østromerske/Byzantinske Rige modstod presset fra germanske barbarer og hunnerne anført af Attila. I 500-tallet ekspanderede Det Byzantinske Rige mod vest og besejrede Vandalerriget i Nordafrika og ostrogoternes kongedømme i Italien. De tog endda en del af Sydspanien. I 600-tallet var byzantinere og persere i krig med hinanden i 26 år, som udmattede begge parter, og derfor blev de let bytte for Kalifatets erobringer. Derved mistede byzantinere Mellemøsten. Samtidig formåede de slaviske folkeslag endegyldigt at bosætte sig i Balkan. I 717-718 fandt der en storstilet arabisk belejring af Konstantinopel sted, men byzantinerne påførte araberne et stort nederlag og bidrog dermed til, at kalifatet gik i småstykker. Fra slutningen af 800-tallet til 1000-tallet oplevede riget en ny militær og kulturel storhedstid. I 1071 led byzantinere et nederlag til seldsjukkerne, som vandrede ind i Anatolien. Det Byzantinske Rige generobrede det meste af de tabte områder fra seldsjukkerne og kom til at opleve en sidste storhedstid. I 1204 under det 4. korstog formåede korsfarere at indtage Konstantinopel og udplyndre hovedstaden for alle dens rigdomme. Bagefter formåede Det Byzantinske Rige aldrig at vende situationen. Det svækkede rige blev til sidst erobret af osmannerne i 1453.
Gennem sin eksistens havde Det Byzantinske Rige en avanceret højkultur, og de studerede blandt andet Platon og Aristoteles. Før og efter Konstantinopels fald i 1453 flygtede mange græske lærde til det nordlige Italien, hvorved de bidrog stærkt til renæssancen i Norditalien.

## Historie

### Tetrarkiet
Splittelsen af Romerriget startede med tetrarkiet mod slutningen af det 3. århundrede. Efter hundrede år med borgerkrig indså Diocletian, at riget havde behov for radikale forandringer for at genskabe dets stabilitet. Han indførte en række omfattende reformer for at skabe en mere effektiv måde at styre det enorme kejserrige. Romerriget blev delt i to dele: (pars Orientis (øst) og pars Occidentis (vest) med hver deres kejser (Augustus). Hver af disse riger var igen delt i to præfekturer, og hver Augustus havde en yngre Caesar under sig. Men tetrarkisystemet blev for indviklet, og det baserede sig på, at de efterfølgende Augusti og Caesari fulgte spillereglerne, hvilket skulle vise sig at være ønsketænkning fra Diokletians side. Efter at Diokletian og hans medkejser Maximian abdicerede i 305 til fordel for deres Caesari, begyndte systemet snart at falde fra hinanden igen, hvilket førte riget ud en ny borgerkrig. De næste 90 års tid blev riget samlet, delt og samlet igen flere gange, indtil den endelige splittelse efter Theodosius den stores død.
Konstantin den Store formåede i 324 at samle hele riget under sig, og valgte at flytte sin hovedstad bort fra Rom og senatet i 330. Han valgte den strategisk beliggende græske by Byzans. Konstantin opførte en ny by omkring den gamle og kaldte den Nova Roma (det nye Rom). Navnet slog aldrig an, og byen blev i folkemunde benævnt Konstantinopel (græsk Κωνσταντινούπολις), «Konstantins by». Konstantin var den første kristne kejser. Religionen, som var blevet voldeligt forfulgt under Diokletian, blev nu tilladt religion. Den øgede gradvist sin indflydelse blandt kejserrigets højere stillede, bortset fra et mindre mellemspil med den hedenske kejser Julian, og blev under Theodosius den Store gjort til statsreligion.

### Det byzantinske riges tidlige historie
Den endelige deling af Romerriget skete efter kejser Theodosius den stores død i 395. Riget blev da delt mellem hans to sønner, Arcadius og Honorius. Arcadius blev kejser i øst med Konstantinopel som hovedstad, mens Honorius blev kejser i vest med hovedstad først i Mediolanum (Milano), og senere i Ravenna. De enorme problemer, som snart mødte Det Vestromerske Rige i form af de germanske folkevandringer, blev for det meste undgået af det østlige rige. Gennem det 5. århundrede blev Det Vestromerske Rige gentagne gange invaderet, og flere germanske kongedømmer blev oprettet i områder, som Rom hævdede overherredømme over. I 476 blev den sidste vestromerske kejser Romulus Augustus afsat.
Theodosius II forstærkede forsvarsværkerne omkring Konstantinopel, og byen forblev uindtaget til 1204. Theodosius valgte at give efter for hunneren Attilas krav om tribut i guld i stedet for at prøve at stå imod et invasionsforsøg. Han så det også som ønskeligt at skabe handel mellem hunnerne og Konstantinopel.
Hans efterfølger, Markian, nægtede imidlertid at fortsætte betalingen af den store tribut. Men Attila døde i 453, og hans rige faldt sammen under indre krige. Det medførte, at Konstantinopel blev reddet fra den overhængende fare for invasion. Nu bedrede forholdet mellem Det østromerske Rige og de tilbageværende hunner sig, og hunnerne blev med tiden indlemmede som lejesoldater (foederati) i den østromerske hær.
I 468 forsøgte kejser Leo I uden held at generobre Nordafrika fra vandalerne. Det Vestromerske rige havde på denne tid kun kontrol over Italien. Britannien faldt til anglerne og sakserne, Hispania faldt til vestgoterne, Afrika til vandalerne og Gallien til frankerne. Leo var den første kejser, som blev kronet af patriarken og ikke af en general eller en officer således, som den romerske tradition havde været. Dette ritual blev med tiden en tradition, og i middelalderen overtog de religiøse træk ved kroningen fuldstændig. I tiden efter Attilas fald var den sande hersker i Konstantinopel ikke kejseren, men den alanske general Aspar. Leo formåede imidlertid at frigøre sig fra indflydelsen fra Aspar ved at støtte et oprør blandt en halvbarbarisk stamme i Sydanatolien, kaldet isaurerne. Som et led i alliancen med isaurerne bortgiftede Leo sin datter Ariadne til isaureren Tarasicodissa, som senere tog navnet Zenon. Oprøret endte med, at Aspar og hans søn Ardabur blev dræbt i 471. Efter dette var Konstantinopel fri for udenlandsk indflydelse i flere århundreder. Da Leo døde i 474, blev han efterfulgt af Ariadnes og Zenos søn Leo II, med Zenon som regent. Da Leo døde senere samme år, blev Zenon kronet som ny kejser. Året efter blev Zenon afsat af generalen Basiliskos, som havde ledet Leo Is invasionsforsøg i Afrika. Men Basiliskos evnede ikke at holde på magten, og nogle måneder senere genvandt Zenon tronen. Zenon mødte nu modstand fra to af sine tidligere allierede, isaurerne Illo og Leontius, som begge nu krævede kejserværdighed.
 På samme tid havde i Det vestromerske Rige Odovakar afsat kejser Romulus Augustus og indsat sig selv som konge af Italien. For at vinde Italien tilbage sendte Zenon sin allierede, den østgotiske konge Teoderik den store, mod Rom. Teoderik besejrede Odovakar i 493 og etablerede et østgotisk kongedømme i Italien, formelt på vegne af den østromerske kejser, men i realiteten uafhængig af denne. Teoderik opbyggede kongedømmet til at blive datidens mægtigste germanske rige, men hans efterfølgere lod kongedømmets magt forfalde ret hurtigt.
I 491 døde Zenon og blev fulgt af Anastasios I, som giftede sig med Ariadne, Zenons enke. Isaurerne, under Zenons bror Longinus, gjorde oprør mod den nye kejser. Anastasios I kunne dog slå oprøret ned, men isaurerne fortsatte fjendtlighederne med guerillakrigsføring fra de isauriske fjelde helt frem til 496. Anastasios I viste sig at være en energisk reformator, især inden for finanssystemet. Han indførte et nyt skattesystem, som gjorde, at statskassen var overfyldt, da han døde.

### Justinians erobringer
Efter Anastasios' død blev Justinus 1. udnævnt til ny kejser, selv om han var næsten 70 år. Den nye kejsers nevø Justinian 1. trådte nu frem som den, som havde den egentlige kontrol. Justinian var søn af en bonde fra Illyrien, men blev senere adopteret af Justin. Justinian opdaterede de gamle romerske love med det nye lovværk «Corpus Juris Civilis». Selv om lovene fortsat blev skrevet på latin, var dette sprog nu arkaisk og kun få forstod det, selv blandt de lærde, som forfattede de nye lovtekster. Kirken Hagia Sofia (hellig visdom) blev bygget i 530-erne. Den skulle blive et midtpunkt for den ortodokse kirke og for det religiøse liv i Det østromerske Rige. 500-tallet var også en tid med kulturet opblomstring tid med bemærkelsesværdige personligheder som poeterne Nonnus og Paulus Silentiarus, historikeren Procopius, naturfilosofen Johannes Philoponos og andre.
I 532 sikrede Justinian freden i øst ved at slutte en «evig fred» med sassanidekongen Khosrau 1., en aftale som gik ud på, at romerne måtte betale en betydelig årlig tribut til Persien. Justinian blev drevet af en drøm om at genoprette Romerrigets herredømme over middelhavsområdet, og med hjælp fra dygtige generaler som Belisarius og Narses formåede han midlertidigt at genvinde store dele af de tabte romerske provinser i vest. Han erobrede store dele af Italien, Nordafrika, og mindre besiddelser i det sydlige Spanien. Hans erobringer startede i 533, da han sendte Belisarius til Afrika med en hær på 18.000 mand. Vandalernes kongerige var på denne tid langt svagere, end det havde været, da Leo 1. forsøgte at underkue det i 468, og Kartago overgav sig efter et par mindre træfninger. Belisarius returnerede til Konstantinopel i triumf og med den sidste vandalkonge Gelimer som fange. Men modstanden mod romerne i Nordafrika var endnu ikke helt nedkæmpet, idet det først var i 548, at de sidste oprørske stammer sluttede fred med Konstantinopel.
I 535 igangsatte Justinian sit mest ambitiøse projekt: generobringen af Italien, som på denne tid fortsat var under østgoternes herredømme. En mindre hær blev sendt over land gennem Dalmatien, mens hovedstyrken blev fragtet over havet, atter ledet af Belisarius. Han landede først på Sicilien og erobrede øen ubesværet. Marchen op gennem det italienske fastland viste sig også at møde lille modstand, og Napoli, Rom og hovedstaden Ravenna faldt en efter en. Goterne var tilsyneladende slået, og Justinian kaldte Belisarius tilbage til Konstantinopel i 541. Belisarius bragte også denne gang en fanget konge hjem til kejseren: østgoteren Witiges. Men østgoterne og deres allierede formåede snart at genforene sig under Totilas kommando. De følgende gotiske krige var en udmattende serie af belejringer, slag og tilbaketrækninger, som slugte de fleste af både romerske og italienske ressourcer og udarmede store dele af Italien. Det så ud som om, at romerne stod i fare for at miste alle besiddelserne, de havde vundet, efter som de ikke havde forsynet tropperne med tilstrækkelig finansiel og logistisk støtte. Justinian mistede tiltroen til Belisarius og beordrede ham tilbage til hovedstaden. Sommeren 552 sendte Justinian en ny hær på 35.000 mand som forstærkninger under ledelse af eunukken Narses. Totila blev besejret og dræbt i slaget ved Busta Gallorum, og hans efterfølger Teias blev ligeledes slået i slaget ved Mons Lactarius. Selv om nogen mindre gotiske garnisoner fortsatte at gøre modstand, og på trods af to senere invasionsforsøg af frankere og alemannere, var generobringen af Italien nu gennemført. Justinian fortsatte udvidelsen af kejserriget ved at underlægge sig alle øerne i Middelhavet, og desuden formåede han at vinde en mindre del af Spanien fra vestgoterne.
Ved at prioritere erobringerne i vest lod Justinian de østre dele af riget stå næsten ubevogtede, selv om han havde bygget mange store fæstningsværker langs grænserne. Khosrau havde så tidligt som i 540 brudt fredsaftalen og plyndret Antiokia. Det eneste, som Justinian kunne gøre for at stoppe ham, var at godtage en forøgelse af den årlige tribut. Slaviske folkeslag havde allerede under Justins regeringstid krydset grænsen til Romerriget og plyndret Balkan. De drog nu fordel af at bevogtningen af grænsen var blevet kraftigt udtyndet, og slaverne nåede helt ned til Korinterbugten. Slaverne invaderede Thrakien i 545, og i 548 angreb de Dyrrachium, en vigtig havn ved Adriaterhavet. I 550 formåede sclavenierne at komme så nær som 65 kilometer fra selveste Konstantinopel. I 559 var Det østromerske Rige ude af stand til at slå en større invasion fra kutrigurerne og sclavenierne tilbage, og slaverne nåede helt frem til Konstantinopels forstæder. Romerne formåede efterhånden at drive slaverne tilbage over Donau, men romersk kontrol over Balkan var stærkt svækket, og i løbet af de følgende år skulle den blive næsten totalt tilintetgjort.
Kort tid efter Justinians død i 565 vandt langobarderne kontrol over det meste af det italienske halvø. Vestgoterne erobrede Córdoba, romernes hovedbesiddelse i Spanien, først i 572 og igen i 584, og de sidste romerske områder i Spanien blev tabt i løbet af de følgende år. Slaverne invaderede igen Thrakien og Illyrien i 577 med en horde på vel 100.000 mand. Sirmium, den vigtigste romerske by ved Donau, gik tabt i 582, men Det østromerske Rige formåede dog at beholde kontrollen over grænsefloden, selv om store dele af territorierne inden for denne var i barbarernes hænder. Samtidig trådte tyrkerne frem på Krimhalvøen.

Justinians efterfølger, Justinus 2., nægtede at betale tribut til perserne. Dette førte til en langvarig krig med sassaniderne. Krigen varede gennem hele hans regeringstid og under hans efterfølgere, Tiberius 2. og Mauricius Tiberius, med kontrollen over Armenien som mål. Heldigvis for romerne udbrød der borgerkrig i Persien, og Mauricius kunne drage fordel af sit venskab med den nye konge, Khosrau 2., som Mauricius havde hjulpet til at vinde tronen. En ny fredsaftale blev indgået i 591, og Armenien blev delt mellem de to stridende stormagter. Mauricius reorganiserede de romerske besiddelser i vest i to eksarkater, Ravenna og Kartago, og han forøgede deres muligheder for selvforsvar og delegerede ansvaret for dette til de lokale civile myndigheder.
I 602 blev kejser Mauricius væltet af Focas, og i perioden 602-628 kom byzantinere og persere i krig med hinanden i 26 udmattede år. Samtid lagde avarerne og bulgarerne pres på Balkan, og lidt senere erobrede sassaniderne Egypten, Palæstina, Syrien og Armenien. Perserne blev senere slået og territorierne vundet tilbage af den byzantinske kejser Herakleios i 627. Men krigen mod persere havde svækket både byzantinere og sassanidere så meget at de forenede muslimske araberne fik det let med at erobre Mellemøsten fra byzantinere. Byzantineres mest katastrofale tab i denne periode var slaget ved Jarmuk i Syrien i 636. Mesopotamien, Syrien, Egypten og Afrika blev inkorporerede i det voksende muslimske rige. Samtidig fortsatte langobarderne med at udvide deres område i Norditalien. Samtid lagde slavere pres på Balkan, og formåede til slut at bosatte sig i området. Ligurien faldt i 640 og resten af eksarkatet Ravenna faldt i 751. De romerske besiddelser i Italien var efter dette indskrænkede til nogen små kystområder i Syditalien og nogen halvselvstændige byer som Venezia, Napoli, Amalfi og Gaeta.

### Forfald og genrejsning
Det østromerske riges tab af territorier og den fortsatte trussel fra rigets fjender gjorde det nødvendig med nye politiske reformer, og en proces for at samle stadig mere magt i kejserens hænder blev sat i gang. Det latinske sprog havde aldrig fået fodfæste i den østlige halvdel af Romerriget, men det blev fortsat brugt som officielt sprog frem til, at Herakleios fuldførte helleniseringen af riget ved at gøre græsk til det officielle sprog. På denne måde brød kejseren med rigets romerske herkomst, selv om indbyggerne fortsat kaldte sig romere og kejserriget for Romerriget (navnet Det østromerske Rige var kun lidt i brug efter Det vestromerske Riges fald). Latinske titler som Augustus blev afskaffede, og Herakleios tog den græske titel Βασιλευς (Basileos, græsk for konge/hersker).
Kristne vaner og traditioner og religiøse udtryk havde på denne tid drastisk forandret dagliglivet for indbyggerne i kejserriget i stærk kontrast til forholdene i Romerriget i den hedenske oldtid. Inden for kristendommen var der fremvoksede et skel mellem den monofysitiske retning i de sydlige provinser og den kalkedonske ortodokse i de nordlige. Tabet af de sydlige provinser til araberne gjorde, at ortodoksien blev styrket i de resterende dele af kejserriget.
Konstans II inddelte riget i et nyt system med militære provinser kaldet thémata (temaer) i et forsøg på at forbedre de enkelte provinsers muligheder for selv at forsvare sig mod den konstante trussel om invasion. Uden for hovedstaden mindskedes de urbane centre, mens Konstantinopel selv voksede og blev den største by i den kristne verden. Flere arabiske forsøg på at indtage Konstantinopel blev slået tilbage af den fortsat overlegne romerske flåde. Byzantineres monopol på græsk ild, deres stærke forsvarsværker, deres generalers overlegne taktik og dygtigheden hos soldaterkejsere som Leo III gjorde, at de havde overtaget i forsvaret af deres kerneområder. Subsidiering af frie bønder, som lod sig hverve, var grundlaget for det tunge kavaleri (katafrakterne). Det veludviklede forsvarssystem (temaerne), brugen af bestikkelser for at lokke rigets fjender til at slås indbyrdes, overlegenhed i efterretning, kommunikation og militær strategi og doktriner gjorde, at Det østromerske Rige på denne tid fortsat måtte regnes som en af verdens stormagter.

I sommeren 717 satsede Umayyade-kalifatet på en storstilet belejring. På det tidspunkt bestod Det Byzantinske Rige kun af Konstantinopel, nogle kystbyer i Grækenland og Italien, samt den vestlige del af Anatolien, hvorimod Umayyade-kalifatet strakte sig fra Spanien og helt til Pakistan. Umayyade-kalifatet satsede på en total blokade af Konstantinopel både på landet og havet. Men en kombination af kejser Leo III Isaurus' militært genialitet, monopolet på græsk ild, en hård vinter i 717-718, og en alliance med bulgarer, gjorde at byzantinere påførte Umayyade-kalifatet store tab og udslettede deres flåde. I sommeren 718, et år efter at belejringen begyndte, valgte Umayyade-kalifatet at hjemkalde deres tropper, men på vej hjem kom en orkan i vejen og dræbte alle deres mænd. Da var kalifatet ikke længere den store trussel for Det Byzantinske Rige, og kejserriget fik muligheden for at rejse sig igen. I 739 fandt Slaget ved Akroinon sted, og her tilintetgjorde byzantinere den arabiske hær fuldstændigt, og det førte til fordrivelsen af arabiske styrker fra Anatolien. Byzantineres sejr over arabere var da også en af årsagerne til at kalifatet gik i stykker senere, og for aldrig at blive forenet nogensinde igen. 
700-tallet blev domineret af religiøs splittelse over ikonoklasmen. Kejser Leo III forbød ikoner, hvilket førte til oprør over hele riget blandt tilhængere af sådanne ikoner. Det andet koncil i Nikea godkendte, efter pres fra kejserinde Irene, at ikoner kunne agtes, men ikke dyrkes som guddommelige. Irene forsøgte også at få indgået en ægteskabsalliance med Karl den store, som havde forsøgt at efterligne romerske skikke og arv. Denne alliance ville have ført til en genforening af det gamle Romerrige til en europæisk supermagt med samme styrke, som det gamle kejserrige havde haft. Planerne blev lagt i grus, da Irene blev afsat i 802. Kontroversen om ikonoklasmen tilspidsede sig igen ved indgangen til 800-tallet, men blev endelig afsluttet af kejserinde Theodora i 843, da hun genrejste ikonernes status. Ikonoklasmen førte til, at forholdet mellem den ortodokse kirke og den romersk-katolske kirke blev forværret. Også forholdet til det nye tysk-romerske rige blev dårligere. Resultatet blev, at Øst- og Vesteuropa voksede mere og mere fra hinanden i løbet af middelalderen.

### Ny storhedstid
Det østromerske Rige nåede mod slutningen af 800-tallet en ny storhedstid, som varede i mere en hundrede år. I løbet af denne tid formåede riget at genvinde kontrollen over Adriaterhavet, Syditalien og bulgarernes territorier. Rigets byer begyndte igen at vokse, velstanden spredte sig i rigets provinser, og optimismen voksede takket være, at truslen om invasion nu var ovre. Befolkningen voksede kraftigt, og produktion af varer øgede, hvilket førte til en opblomstring i handelsvirksomheden. Dette var også en tidsperiode, da byzantinsk kunst blomstrede op. De mange nye kirker, som blev opført rundt omkring i kejserriget, blev besmykkede med nye mosaikker.
Soldatkejserne Nikeforos II og Johannes I udvidede riget til langt ind i Syrien, besejrede emirerne i Nord- og Vestirak og generobrede Kreta og Cypern. Johannes truede til og med Jerusalem. Emiratet Aleppo og dets naboer blev vasaller under Det østromerske Rige. Under Basileios II blev bulgarerne, som havde underlagt sig det meste af Balkan, målet for årlige krigstog af kejserrigets hære. Krigen varede i de næste år, indtil bulgarerne endelig blev besejrede i slaget ved Kleidon i 1014. Basileios blindede 99 af hver hundrede af de 14.000 krigsfanger, de resterende blev kun blindede på det ene øje således, at de kunne lede deres medsoldater hjem. Da den bulgarske zar så den ynkelige hær komme hjem, bebrejdede han sig selv, og det siges, at han døde af chokket. Bulgarien overgav sig og blev en del af Det østromerske Rige, som nu atter strakte sig helt til Donau. Den gamle grænseflod havde ikke været holdt af romerne siden Herakleios' regeringstid. Kejserriget vandt sig også en ny allieret i væringstaten Kijev, hvorfra kejseren hentede soldater til den nye væringgarden ved at bortgifte Basileios' søster Anna til storfyrste Vladimir I af Kiev. Basileios anså den arabiske okkupation af Sicilien, som havde været i hænderne på araberne siden 904, som utålelig. Øen havde været en del af Det østromerske Rige i over 300 år (ca. 550-ca. 900), og Basileios lagde nu planer for at vinde den tilbage. Men kejserens død i 1025 satte en stopper for projektet.
Det østromerske Rige strakte sig nu fra Aserbajdsjan og Armenien i øst til Calabrien i Syditalien i vest og var igen blevet den største magt omkring Middelhavet. Den respekt, den kejserlige hær havde skabt om sig gennem denne periode, var så formidabel, at det nu var nok blot at nævne muligheden for en militær intervention for at holde de lokale småherskere i skak.
Men Det østromerske Rige kom snart ind i en ny periode med vanskeligheder, fordi det voksende aristokrati skabte problemer for temasystemet. Hvis det kun havde haft sine gamle fjender, det tysk-romerske rige og Abbaside-kalifatet, kunne det have klaret sig. Men på denne tid dukkede der på samme tid flere nye fjender frem, som manglede den nedarvede respekt for kejserrigets magt og styrke. Normannerne overvandt den sidste romerske besiddelse i Italien i 1071 – det skortede på interesse i Konstantinopel for at sende styrker til undsætning. De tyrkiske seldsjukkerne, som var mest optagne af at kæmpe mod fatimiderne i Egypten, fortsatte deres felttog i Lilleasien. Slaget ved Manzikert i 1071 fik som følge, at romerne tabte næsten hele denne provins. En generobring af provinsen hvor man erobrede specielt de rige kyster i Anatolien fandt sted senere under det komneniske dynasti.
1000-tallet så også en monumental religiøs forandring. Den vestlige og den østlige kirke havde bevæget sig i hver sin retning gennem flere århundreder, men tilhørte formelt den samme kirke. Dette skulle forandre sig, da pave Leo IX og patriark Mikael Kerularius gensidigt ekskommunikerede hinanden. Det store skisma i 1054 førte til den endelige adskillelse mellem kirkerne, og paven i Rom og patriarken i Konstantinopel blev efter dette uafhængige ledere for hver sin kirke, den romersk-katolske kirke og den østlige ortodokse kirke. Tidsfæstelsen af skismaet til netop denne hændelse er en eftertids erkendelse: i samtiden opfattede man ikke ekskommunikationerne som fuldt så skelsættende. Men desuden var splittelsens år 1054 skæbnesvangert for Det østromerske Rige, og det markerer en af rigets vigtigste historiske milepæle. Samarbejdet mellem øst og vest skrantede både under korsfarertiden og i den påfølgende tid, da Konstantinopel blev presset og til sidst helt erobret af osmannerne.

### Øget fjendtlighed mod Vesten
Efter slaget ved Manzikert blev en delvis genrejsning gjort mulig af det komneniske dynasti. Alexios I begyndte at omorganisere militærsystemet efter feudale principper og gjorde betydelige fremskridt mod seldsjukkerne. Hans råb om hjælp fra vesten førte til det første korstog, som hjalp kejseren til at generobre Nikæa. Efterhånden voksede imidlertid afstanden mellem den østromerske kejser og de vestlige korsfarere, og senere korstog var i stigende grad fjendtligt indstillede. Alexios' søn Johannes II efterfulgte ham i 1118 og blev kendt for at være en usædvanlig hensynsfuld mand; gennem sin lange regeringstid (1118-1143) dræbte eller blindede han ingen, hvilket var bemærkelsesværdigt på en tid, da herskerne normalt var voldelige. Hans undersåtter så op til ham som en kærlig regent og gav ham tilnavnet Johannes den gode. Han var også en energisk hærfører og levede i det meste af sin regeringstid i militærlejrene. Det østromerske Rige var på denne tid presset af fjender fra alle kanter; en invasion af nomadiske ryttere fra nord truede med at overvælde Balkan, og tyrkerne fortsatte med at gøre indfald mod de romerske besiddelser i Anatolien. Takket være Johannes' intelligente forsvarstaktik blev nomaderne fra nord besejrede og grænselinjen ved Donau sikret. På samme måde blev tyrkernes fremstød standset, og Johannes flyttede krigen over på tyrkernes områder. Han ledede en række felttog, som kostede dyrt, og, selv om de brød tyrkernes muligheder for at angribe romersk territorium, blev få af hans erobringer varige. Mod slutningen af sin regeringstid samlede Johannes sin opmærksomhed mod at sikre overherredømmet over korsfarerstaterne Antiokia og Edessa (Şanlıurfa), og på vejen erobrede han sydkysten af Anatolien og Kilikien, erobringer, som skulle vise sig at være mere varige. Efter dette marcherede han ind i Syrien i spidsen for sin hær, men hans forsøg på at underkue korsfarerfyrsterne mislykkedes. Han døde senere samme år i en jagtulykke, efter, at han var blevet ramt i hånden af en giftpil (det siges, at dødsfaldet ikke var en ulykke).
Johannes' søn og arving, Manuel I, var en værdig efterfølger, som fortsatte sin fars energiske krigsførelse. Han ledede flere dramatiske angreb på Italien og Egypten, og han gjorde sig til ven med korsfarerstaterne og kæmpede ofte side ved side med dem for at sikre ny ro og orden i den østre middelhavsverden. Det andet korstog blev en fiasko, som skabte ny splittelse mellem de romersk-katolske og de græsk-ortodokse. Uenighed mellem de to kirkeretninger bidrog til at udvide kløften, og dette svækkede de kristne i striden med muslimerne.
Til trods for politisk uro blomstrede økonomien, og kejserrigets byer fortsatte at vokse betydeligt. Mange nye kirker blev byggede, og alt tyder på, at der fortsat var velstand i Det østromerske Riget, til og med i rigets mere afsidesliggende provinser. En voksende handel med de nye bystater i Italien var nok en medvirkende faktor til økonomisk vækst; venetianerne var ivrige efter at handle med de nyåbnede havne i det hellige land.
Den voksende rigdom, som blev skabt i denne tid, havde en positiv effekt på kulturlivet i kejserriget. Kunstnerisk var 1100-tallet en produktiv tid i byzantinsk historie, og den voksende velstand gjorde, at efterspørgslen efter kunst også voksede. Mosaikkunsten blev genopdaget af kunstnere, som var særligt optagne af at skildre naturlandskaber med vilde dyr og jagtscener. Mosaikkerne blev mere realistiske og livlige, og den ældre fladestil blev afløst af tredimensionale former. I provinserne begyndte lokale arkitekturskoler at udvikle nye blandingsstile, som hentede inspiration fra mange kulturer.
Men under velstanden lå der også spændinger, som snart skulle tage overhånd. Alexius havde givet italienerne frie muligheder for at handle i Konstantinopel, og de blev nu set på som de mest synlige eksempler på vestlige (de såkaldte frankere). Kløften mellem den østlige og vestlige kirke var nu blevet så stor, at det var vanskeligt for disse «frankere» at handle i Konstantinopel uden at blive trakasserede, selv om de italienske bystaters skibe udgjorde en stor del af den østromerske hær. Ydermere var seldsjukkerne fortsat på krigsstien. En storstillet romersk ekspedition, ledet af kejser Manuel, nåede helt til deres hovedstad Konya, men blev slået i et bagholdsangreb ved Myriokephalon i 1176 og tvunget til at trække sig tilbage. Et år senere i I 1177 vandt byzantinere slaget ved Hyelion og Leimocheir, og det viste hvor begrænset slaget ved Myriokephalon havde påvirket byzantinere.
Selv, om de tre dygtige komneniske kejsere, og særlig Manuel, havde styrker nok til at fordrive de undertallige seldsjukker, fandtes der flere grunde til, at de ikke gjorde det. Hvor romerne havde formået at fordrive araberne fra Anatolien og sikre grænsen mod nye fremstød i 700-tallet, viste tyrkerne sig bedre i stand til at sætte sig fast i disse lande. En af grundene hertil var sandsynligvis deres nomadiske levemåde, som gjorde dem mere egnede til at bo i Anatolien, end araberne havde været. Hovedforskellen på den arabiske og den tyrkiske okkupation af Anatolien var imidlertid demografisk; araberne indsatte en ny overklasse til at regere over de nyligt besejrede områder, mens tyrkerne medbragte et helt folk, der slog sig ned i det nye land. I modsætning til de arabiske hære havde de tyrkiske ikke noget hjem at vende tilbage til, hvilket gjorde, at de blev vanskeligere at få fjernede. Lighederne er slående med goternes invasion af Det vestromerske Rige flere århundreder tidligere. En anden grund var, at det var vanskeligt for kejseren at føre langvarig krig mod én modstander, efter som hændelser andre steder snart krævede mere opmærksomhed. Det er blevet sagt, at det aldrig var i komnenenes interesse at bekæmpe tyrkerne, efter som en udvidelse ind i Anatolien nødvendigvis ville have medført magtdeling med feudalherrer.
Forfaldet i temasystemet, som havde givet kejserriget god tilgang på soldater i tidligere århundreder, var også en betydelig faktor bag, at kejserne ikke formåede at fordrive tyrkerne. Manuels hær på omkring 40.000 mand var betydelig mindre end det kejserne havde formået at indkalde i rigets storhedstid i 900-tallet. Som i det sene Romerrige blev det forholdsvist mere kostbart for Det østromerske Rige at holde en fast, stor og slagkraftig hær, end det havde været i rigets glansperiode. Lejesoldater udgjorde næsten hele hæren, og de var ofte dyre. En af fordelene ved temasystemet var muligheden for hurtigt og billigt at mobilisere en stor hær, og nu, da dette system ikke længere fungerede, var et vigtig grundlag for kejserrigets magt gået tabt. Det er ikke overraskende, at Det østromerske Rige snart begyndte at gå i opløsning efter Manuels død i 1180. Kejserriget var for afhængig af stærke enkeltkejsere, og dets underliggende institutioner var ikke stærke nok til at sikre kontinuiteten i krisetider. Det gjorde riget sårbart.

### Nedgang og fald
Af alle de turbulente hændelser gennem Det østromerske Riges lange eksistens var det fjerde korstog i 1204 noget af det, som svækkede det mest, både på kort og på lang sigt. De, som organiserede korstoget, fik problemer, da de indså, at langt færre mænd havde givet tilsagn om at deltage, end de havde ventet. Den oprindelige hensigt med korstoget var at erobre Egypten, men nu opdagede de, at de ikke havde råd til at betale venetianerne for flåden, som de havde hyret. Resultatet var, at korsridderne måtte stille sig til disposition for venetianerne, som ønskede at erobre adriaterhavsbyen Zara. Korsridderne indtog byen, hvilket imidlertid ikke førte til fuld eftergivelse af gælden. Desuden blev de bandlyste af paven for udåden.
Nu sejlede de videre mod Konstantinopel, påskyndede af venetianerne, som ville støtte en byzantinsk kejserprætendent. Med korsfarernes hjælp fik han styrtet det siddende regime. Men den nye kejser var ikke i stand til at indfri sine løfter om rigelig løn for den militære hjælp, fordi staten var økonomisk svækket efter de omfattende ødelæggelser, som erobringen havde medført. Korsfarerne lå i månedsvis uden for byen, og med tiden blev byzantinerne mere og mere åbenlyst afvisende. Korsfarerne blev mere og mere rasende over det, de opfattede som et arrogant løftebrud. Til sidst gik de til angreb. I 1204 formåede korsfarerne at indtage byen fra søsiden. Korsfarerne plyndrede byen, mange bygninger blev nedbrændte, og de fire berømte bronzeheste, som siden har stået på Markuskirken i Venezia, blev stjålet fra hippodromen i Konstantinopel. Men plyndringen af byen var ikke nok for korsridderne. De oprettede Det latinske kejserrige i øst, og Balduin, greve af Flandern, blev kronet som den første kejser af det nye latinske rige.
Kejser Theodor I flygtede til Nikea og udråbte Kejserriget Nikea som det eneste retmæssige romerske kejserrige. To andre fra den østromerske herskerklasse valgte at udnytte muligheden: Alexius Komnenos og David Komnenos dannede et kejserrige i Trapezunt og Mikael Ducas dannede et rige i Epirus. Situationen varede ikke længe, allerede i 1261 formåede kejser Mikael VIII at genvinde Konstantinopel, men kejserriget var alvorligt svækket, og kejserne var efter dette mest optaget med at kæmpe mindre krige i Europa end at bryde sig om den voksende trussel fra øst. Den eneste grund til, at Det østromerske Rige bestod så længe, som det gjorde, var, at muslimerne var svækkede af interne strider. Osmannerne formåede efterhånden at erobre store dele af det østromerske territorium, og Konstantinopel måtte til sidst nøje sig med kontrol over en håndfuld havnebyer. Samtidigt udvidede serberne deres magtområde og erklærede deres eget kejserrige i 1346
Det østromerske Rige sendte bud til vesten om hjælp, men katolikkerne ville kun hjælpe, hvis den østlige kirke godtog en genforening af den kristne kirke. Men selv, om kejseren godtog dette krav og til og med lovfæstede det, ønskede de græsk-ortodokse ikke at godtage katolicismen. Konstantinopel blev i starten ikke regnet som værd at forsøge at erobre, efter som byens mure gjorde den så at sige uindtagelig. Men en ny opfindelse, kanonen, gjorde, at disse mure ikke længere bød tilstrækkelig beskyttelse mod tyrkerne. Konstantinopels fald kom efter blot to måneders belejring af sultan Mehmet erobreren, 29. maj 1453. Den sidste østromerske kejser Konstantin XI mistede livet i kampene, som fulgte efter, at murene faldt. Mehmet besejrede også Mistra i 1460 og Trapezunt i 1461, og havde dermed underlagt sig hele Det østromerske Rige. Mehmet anså sig selv som efterfølger efter de romerske kejsere og tog titlen «Kayser-i-Rûm» (romersk kejser), og hans arvtagere fortsatte denne tradition helt frem til begyndelsen af 1900-tallet. Ved slutningen af 1400-tallet havde Det osmanniske Rige konsolideret sit herredømme over Lilleasien og Balkan. Rollen som beskytter af den græsk-ortodokse kirke blev overtaget af storhertugen af Moskva, og Ivan IV tog titlen zar af Rusland, afledt af caesar. Hans efterfølgere støttede forestillingen om, at Moskva var den sande arvtager efter Rom og Konstantinopel, og ideen om Det Tredje Rom blev opretholdt gennem hele det russiske riges levetid.

## Identitet
Byzantinerne identificerede sig som romere som med tiden var blevet synonymt med grækere, men begrebet blev i hovedsagen kun brugt til juridiske og administrative formål. Det var mere sædvanligt at kalde sig for Romioi (Ρωμιοί), kristne grækere med romersk borgerskab (det var vigtig at beholde status som romersk borger), og der udviklede sig en ny national bevidsthed som borgere af Romanien (Ρωμανία), som de selv kaldte Det østromerske Rige. Denne nationalfølelse kom ofte til udtryk i tidens litteratur, specielt i de akritiske sange, hvor grænsesoldater (ακρίτες) bliver hyldede for at forsvare riget mod invasion, det mest kendte er det episke heltedigt Digenis Akritas.
Flertallet af byzantinere var klar over deres nations ubrudte tradition, som kunne føres tilbage til antikkens Hellas. Selv om de gamle grækere ikke var kristne, blev de fortsat set på som byzantinernes forfædre, og ved siden af Romioi kaldte de sig også Graikos (Γραίκος). Flere samtidige forfattere brugte begreberne græsk eller hellensk om Det østromerske Riges indbyggere, således Konstantin Porfyrogenetos i 900-tallet.
Den officielle opløsning af riget i 1400-tallet indebar ikke med det samme, at det byzantinske samfund også gik i opløsning. Under den osmanniske okkupation fortsatte grækerne med at kalde sig både Romaioi og hellenere, hvilket overlevede til begyndelsen af det 20. århundrede.

### Navnet på kejserriget
I 800-tallet forsøgte Karl den store at genrejse det vestlige Romerrige, og den følgende kløft, som blev åbnet mellem frankerne og byzantinerne om hvem, som var de sande arvinger til Romerriget, gjorde, at man i vesten ikke længere brugte titlen «Imperator Romanorum» (romersk kejser) om den østromerske kejser, fordi denne titel nu var reserveret den frankiske monark, men i stedet blev kejseren i øst kaldet «Imperator Graecorum» (græsk kejser). Det østromerske Rige blev kaldt «Imperium Graecorum», «Graecia», «Terra Graecorum» eller til og med «Imperium Constantinopolitanum».
Navnet det byzantinske rige stammer fra det originale græske navn på Konstantinopel, Byzantion. Det er et moderne navn introduceret i 1557, et århundrede efter rigets fald, af den tyske historiker Hieronymus Wolf, som præsenterede den bysantinske historie i sit værk Corpus Historiae Byzantinae. Navnet blev opfundet for at skille Det østromerske Rige fra oldtidens Rom og Hellas. Begrebet er ikke blevet standardiseret i historieskrivningen, men bruges ofte, specielt i kunsthistorien.

## Kejserrigets arv
Det østromerske Rige havde en tendens til at genforme sig efter rigets skiftende situation, og var datidens mest stabile europæiske stat. Dets miliære og diplomatiske magtapparat sikrede Vesteuropa fra mange af de mere ødelæggende invasioner fra øst i en tid, hvor de kristne kongedømmer i vest sandsynligvis ikke ville have formået at forsvare sig. Det østromerske Rige, som var truet af fjender gennem hele sin lange levetid, dannede et effektivt skjold mod perserne, araberne, seldsjukkerne og for en tid, osmannerne.

### Religion
Den førnævnte brug af ordet «romersk» om det, som er knyttet til Konstantinopel, lever på religionens område til en vis grad videre på arabisk blandt kristne i området inderst ved Middelhavet mellem Tyrkiets og Egyptens grænser. De kristne, som sluttede sig til byzantinsk tradition i disse områder, fordeler sig i dag mellem den ortodokse kirke og den græsk-katolske kirke, som følger græsk ritus, men i lærespørgsmål tilhører katolicismen og anerkender paven i Rom som overhoved. Paradoksalt nok er det de ortodokse, som går under betegnelsen «romere», mens katolikkerne kaldes melkitter, efter malak (= konge), hvilket snarere bringer tankerne henimod en statskirkelig størrelse.
Det østromerske Rige introducerede kristendommen i store dele af Østeuropa. Tidlige østromerske missionærer spredte den ortodokse kristendom til de slaviske folk, hvor det fortsat er den dominerende religion, specielt i nutidens Bulgarien, Rumænien, Makedonien, Serbien, Rusland, Ukraine og Georgien, og den er fortsat grækernes religion.
Mindre kendt i Vesten er den indflydelse, som byzantinsk religiøs autoritet havde på millioner af kristne i øst og syd – de koptiske kristne i Egypten og Etiopien, og de kristne i Armenien. Dette er kirker, som i det væsentlige deler ortodoks tro, men til dels skiller sig ud ved, at de ikke har sluttet sig til alle dekreter fra koncilet i Kalkedon.
Robert Byron, en af 1900-tallets grækofile, hævdede, at Det østromerske Riges storhed kom fra det, han kaldte en tripelfusion: en romersk krop, et græsk hoved og en mystisk sjæl.

### Kunst, arkitektur og litteratur
Byzantinsk kunst og byzantinsk arkitektur var stort set baseret på kristne historier og kristendommens personligheder. Ikoner var et vigtigt indslag i ortodoks religiøs praksis. I sine kirkebyggerier gjorde byzantinerne udstrakt brug af kupler, bueganger og planer udformede som græske kors, med fire lige lange korsarme. Utallige eksempler på gamle byzantinske kirker, med deres traditionelle mosaikker med helgener og scener fra Bibelen som motiver, eksisterer fortsat som mindesmærker over byzantinernes avancerede arkitektur. Mod slutningen af 1800-tallet inspirerede byzantinske bygninger en mindre bølge af ny-byzantinsk arkitektur, specielt i Rusland.
Et andet område, hvor byzantinerne udmærkede sig, var i praktisk litteratur. En række kompetente forfattere, både mænd og kvinder, skrev mange værker af praktisk værdi på felter som offentlig administration, militære anliggender og praktiske videnskaber. Byzantinernes tidlige teologiske skrifter var vigtige for udviklingen af vestlig filosofi, og deres historieskrivning havde stor indflydelse på senere russiske krøniker. Majoriteten af byzantinsk litteratur blev skrevet på klassisk græsk, men der blev med tiden også skrevet litteratur på den mere folkelige variant af det nygræske sprog, dimotiki. Der blev kun skrevet lidt fiktionslitteratur; det mest kendte værk er det episke digt Digenis Akritas, skrevet i en blanding af klassisk og middelaldergræk.
De fleste af skrifterne var relateret til historie, teologi, biografi og hagiografi. Men byzantinernes måske største bidrag til litteraturen var deres metodiske arbejde for at bevare oldtidens mesterværker og samlinger af tekster om specielle temaer, for eksempel medicin, historie og matematik, som de har overleveret til eftertiden med mindre revisioner.

### Økonomi
Den byzantinske økonomi var den mest avancerede i Europa i mange århundreder. Den byzantinske solidus var foretrukket som international møntenhed i 700 år, indtil denne rolle gradvis blev overtaget af mønter fra de italienske handelsrepublikker efter 1204. Kejserrigets rigdomme var uden lige i Europa, og Konstantinopel var en af de rigeste byer i verden. Den økonomiske velstand blev godt hjulpet af, at Det østromerske Rige var det vigtigste af de vestlige endepunkter for silkevejen. Konstantinopel var også det vigtigste kommercielle centrum i Europa gennem det meste af middelalderen. Da osmannerne besejrede byen, lukkede de landvejen mellem Europa og Asien, og dette blev begyndelsen til slutningen for handelen langs silkevejen.
Byzantinsk handel var ekstensiv og kun i begrænset omfang kontrolleret af staten. Renteniveau, profit og priser blev reguleret af lov og håndhævet gennem et laugssystem. Import og eksport blev beskattede med et stabilt niveau på 10%. Der var aldrig arbejdsløshed, arbejdstagere var beskyttede mod urimelig opsigelse, og det blev krævet, at enhver arbejdsfør, som gik ledig, skulle tage arbejde fra det offentlige. Rigets økonomiske grundlag var handelen, Konstantinopel var et vigtigt knudepunkt både for handelsvejene øst-vest og nord-syd, og Trapesunt var en vigtig havn for handelen med østen. De eksakte handelsruter varierede noget over tid på grund af krige og ustabile politiske situationer.
Råsilke blev bragt til riget fra Kina og Indien, og der blev vævet fine brokader og syet klæder, som blev solgt til høje priser over hele den kendte verden. Kejseren havde monopol på silkehandelen, og råsilken blev raffineret ved kejserlige fabrikker og solgt til autoriserede grossister. Senere blev silkeormene smuglet ind i kejserriget, og egen produktion kom i gang og gjorde importen af silke mindre betydelig. Andre eksportvarer var guld, smykker, emaljearbejder og udskårne arbejder i elfenben og halvædelstene. Der blev produceret vin, som blev eksporteret nordover. Pelsværk, slaver, tømmer, metaller og rav blev importeret fra nord, og tørret fisk blev importeret sydfra.
I løbet af det 11. århundrede begyndte forandringer, som med tiden skulle undergrave den byzantinske økonomi. Italienerne skaffede selv silkeorme, hvilket førte til, at det kejserlige monopols værdi blev kraftigt beskåret. Korsridderne forandrede handelsruterne til fordel for de italienske bystater, og tyrkernes territoriale anneksioner førte til, at Konstantinopel blev tvunget til at finde nye måder at skaffe mad til befolkningen på. Af politiske og militære grunde blev kejseren tvunget til at give de italienske købmænd skattelettelser. Korsfarernes plyndring af Konstantinopel i 1204 var en økonomisk katastrofe for kejserriget. Selv om Palaiologos-dynastiet genvandt byen, formåede kejserne aldrig at genopbygge økonomien igen.

### Retsvæsen
Det østromerske Rige spillede en vigtig rolle for videreførelsen af klassisk viden fra den islamiske verden og til renæssancens Europa. Kejserrigets rige tradition for historieskrivning bevarede den gamle kundskab, som dannede grundlag for billedkunst, arkitektur, litteratur og teknologi. Med rimelighed kan det siges, at renæssancens fremvækst var en følge af det grundlag, som var lagt af byzantinerne, og den spredning af kundskab, som skyldtes, at mange græske lærde emigrerede til vesten efter rigets fald.
Kejser Justinians lovskrifter, Corpus Juris Civilis, og revisionerne, som senere kejsere gjorde (specielt under det makedonske dynasti), var grundlaget for udviklingen af jus som et videnskabeligt fag. Lovskrifterne lagde grunden for et mere udviklet ankeretssystem, og indflydelse fra det byzantinske system for maritim lov har gjort sig gældende til nutiden. Byzantinsk lovgivning har sandsynligvis bidraget mere til de moderne love end dets forgænger, romersk ret.

### Administration
Det østromerske Rige adskilte sig fra datidens andre stater ved at have et halvprofessionelt bureaukrati i stedet for monarkens direkte styre. Den byzantinske administration blev inddelt i tre grupper: den palatinske, den provinsielle og den centrale. Inden for dette kan systemet igen inddeles i flere undergrupperinger. Juridiske og finansielle embeder blev fordelte blandt de tretten permanente statsdepartementer i centraladministrationen.
Riget bidrog stærkt til udviklingen af politik og styringssystemer som videnskab. Det byzantinske bureaukrati blev et forbillede for mange af de systemer, som de moderne nationalstater senere udviklede.

### Det Byzantinske Riges bidrag til videnskab
Under folkevandringstiden vandrede germanske folkeslag gennem Sydeuropa, og bidrog til det vestlige Romerrigets kollaps. Efterfølgende kom en nedgangstid for studier af klassiske værker i Vesteuropa. Den østlige del af Romerriget, Det Byzantinske Rige, modstod derimod folkevandringstiden effektivt og besejrede de omvandrende barbarer. Derved opretholdt byzantinerne en højkultiveret naturfilosofisk og litteraturtradition, hvor de fortsat studerede antikke tekster af bl.a. Platon, Aristoteles, Euklid, Hippokrates, Galen, Cicero og Seneca.
Johannes Philoponos, en byzantinsk filosof og teolog, var den første lærde, der kritiserede Aristoteles’ lære om fysik ved at påpege de åbenlyse fejl. Galileo citerede Johannes Philoponos i sine værker for at underbygge, hvorfor Aristoteles tog fejl.
Opfindelsen af skibsmøllen tilskrives byzantinerne. Teknologien spredte sig senere til resten af Europa, og var i brug indtil 1800-tallet.
Pendentiv arkitektur, hvor tynde hjørner danner hvælvinger til støtte for en kuppelform, kan tilskrives byzantinere. Selvom der blev eksperimenteret med arkitekturen allerede i 200-tallet, var det byzantinerne, der udnyttede dets fulde potentiale, da Hagia Sofia blev rejst. Med opdagelsen af Arkimedes’ palimpsest kunne man dokumentere, at Isidor af Milet, den ene af de to arkitekter bag Hagia Sofia, kendte Arkimedes’ matematiske værker, som på den tid var helt ukendt i Vesteuropa.
Græsk ild spillede en vigtig rolle, da byzantinerne besejrede de talmæssigt overlegne umayyader under den arabiske belejring af Konstantinopel i 717-18, og blev opfundet af en byzantinsk jøde ved navn Callinicus af Heliopolis fra Syrien. Han var flygtet til Konstantinopel efter den arabiske erobring af Syrien. Muligvis skyldes opfindelsen af græsk ild flere personer, da kemikere i Konstantinopel havde arvet en rig alkymistisk tradition fra den alexandrinske skole.
De allertidligste eksempler på granater var byzantinske: søm og glasskår fyldt i keramikbeholdere sammen med brændbar væske (græsk ild), som blev antændt og kastet mod fjenderne på slagmarken.
Indenfor medicin studerede byzantinerne tekster af Hippokrates og specielt Galen, og bidrog med nye viden. Hospitalsvæsen som et tilbud om medicinsk behandling ud fra det kristne ideal om næstekærlighed, i stedet for et sted til at dø, opstod i Det Byzantinske Rige.
Det første eksempel på adskillelse af siamesiske tvillinger fandt sted i det Byzantinske Rige i 900-tallet: et siamesisk tvillingepar fra Armenien flyttede til Konstantinopel. Efter nogle år døde den ene, så kirurgerne forsøgte at redde den anden ved at adskille dem. Den overlevende formåede at leve i tre dage efter adskillelsen. Det næste eksempel på separation af siamesiske tvillinger fandt først sted i 1689 i Tyskland.
Man har fundet en mekanisk anordning, bestående af komplekse tandhjul, beregnet til astronomiske beregninger. Byzantinere kendte til værker af Heron fra Alexandria, og i 800-tallet fik kejser Theofilos et gyldent træ med mekaniske fugle på grenene. De vippede med deres vinger og sang, og et par mekaniske løver bevægede hoved og tunge, og brølede. Formålet var at imponere kejserens gæster.

## Eftermæle
Bysantinerne spillede en afgørende rolle for den klassiske videns videreføring til den islamske verden og til renæssancens Europa. Kejserdømmets tradition for historieskrivning bevarede antikkens kundskab, som inspirerede senere billedkunst, arkitektur, litteratur og teknologi. Renæssancen opstod i stor grad som en følge af den viden, byzantinerne havde varetaget, og denne spredtes fordi så mange af de græske lærde rejste til Vesten efter kejserdømmets fald i 1453.
Keiser Justinians lovskrifter, Corpus Juris Civilis, og tilføjelserne foretaget af senere kejsere, dannede grundlaget for udviklingen af retsvidenskab som et fag. Lovskrifterne tilrettelagde for et bedre system for ankeret, og påvirkning fra byzantinernes havret gør sig stadig gældende. Bysantinsk lovgivning regnes i større grad end romerretten som fundament for vestlig retsvidenskab i dag.